# Jürgen Distler (Politiker, 1971)
Jürgen Distler (* 1. Mai 1971; † 15. Juni 2014) war ein deutscher rechtsextremer Politiker und Verleger.

## Leben
Jürgen Distler schloss sich von 1989 bis 1990 den Republikanern an, bei denen er sich politisch jedoch nicht wohlfühlte. Er wechselte 1990 zu den Jungen Nationaldemokraten. Als Mitglied des Landes- und Bundesvorstands war er in den Jahren 1995 bis 1999 Holger Apfels Stellvertreter. Er war vor allem in der Öffentlichkeitsarbeit und beim Parteiorgan Der Aktivist tätig. Außerdem koordinierte er verschiedene „Regionale Aktionsgruppen“ im Raum Franken.
1996 wurde er in den bayrischen Landesvorstand der NPD gewählt. 1998 wechselte er in den Bundesvorstand der Partei. Vom Herbst 1996 an baute er mit Apfel zusammen die Parteizeitung Deutsche Stimme zu einer „regelmäßig erscheinenden Monatszeitung auf akzeptablem Niveau“ auf. Im Februar 1999 wurde er Chefredakteur der Zeitung. 2001 trat er bei der Bürgermeisterwahl von Riesa an, verlor aber mit weniger als 1000 Stimmen recht deutlich.
Im Februar 2001 übernahm Apfel seinen Posten bei der Deutschen Stimme. Distlers letzter redaktioneller Beitrag wurde im Oktober 2001 veröffentlicht. Im Laufe des NPD-Verbotsverfahren 2001 kam heraus, dass das Bayrische Landesamt für Verfassungsschutz noch im April 2001 versucht hatte, Distler als V-Mann zu gewinnen. Dieser Anwerbeversuch erfolgte nach Bekanntwerden des Verbotsverfahrens und wurde von den zuständigen Richtern als einer der Gründe für die Einstellung des Verfahrens genannt. Im Rahmen der internationalen Demonstrationen gegen das NPD-Verbotsverfahrens hielt er in Washington, D.C. eine Rede vor den „American Friends of the British National Party“ und beriet sich mit Aktivisten der National Alliance.
Seit Mai 2002 wurde Distler nicht mehr als Redakteur bei der Deutschen Stimme geführt. Er trat seit diesem Zeitpunkt nicht mehr als Aktivist in Erscheinung.